# アンドリュー・デイヴィス (映画監督)
アンドリュー・デイヴィス（Andrew Davis、1946年11月21日 - ）は、アメリカ合衆国イリノイ州シカゴ出身の映画監督。父親は俳優のネイザン・デイヴィス。

## 来歴
イリノイ大学を卒業後、カメラマンとして映画業界に入る。1978年の『Stony Island』で初めて映画監督としてメガホンを取る。1985年にはチャック・ノリス主演の『野獣捜査線』でアクション映画にも進出、ヒット作を得る。3年後の1988年、スティーヴン・セガール主演・デビュー作の『刑事ニコ/法の死角』がヒットする。翌年のジーン・ハックマン、トミー・リー・ジョーンズ主演の『ザ・パッケージ/暴かれた陰謀』ではサスペンスにも分野を広げ、1992年には再びスティーブン・セガールとトミー・リー・ジョーンズとタッグを組み、海上版ダイ・ハードこと『沈黙の戦艦』がヒット。さらのその翌年の1993年、サスペンスアクションの傑作『逃亡者』では助演のトミー・リー・ジョーンズがサミュエル・ジェラード役でオスカーに選ばれるなど大ヒットし、メジャー映画監督としての地位を不動のものとした。

## フィルモグラフィ
- Stony Island（1978年）監督
- ファイナル・テラー The Final Terror Campsite Massacre（1981年）監督
- 野獣捜査線 Code of Silence（1985年）監督
- 刑事ニコ/法の死角 Above the Law（1988年）監督・脚本・原案・製作
- ザ・パッケージ/暴かれた陰謀 The Package（1989年）監督
- 沈黙の戦艦 Under Siege（1992年）監督
- 逃亡者 The Fugitive（1993年）監督
- 悪魔たち、天使たち Steal Big, Steal Little（1995年）監督・脚本・製作
- チェーン・リアクション Chain Reaction（1996年）監督・製作
- ダイヤルM A Perfect Murder（1998年）監督
- コラテラル・ダメージ Collateral Damage（2002年）監督
- 穴/HOLES Holes（2003年）監督・製作
- 守護神 The Guardian（2006年）監督